# Ауреску, Богдан
Богдан Лучиан Ауреску (рум. Bogdan Lucian Aurescu; род. 9 сентября 1973, Бухарест) — румынский юрист и дипломат. Судья Международного суда ООН с 2024 года. В прошлом — министр иностранных дел Румынии (2014—2015, 2019—2023).

## Биография
Родился 9 сентября 1973 года.
В 1992 году окончил Национальный колледж Святого Саввы. В 1996 году с отличием окончил юридический факультет Бухарестского университета, в 1998 году — исторический факультет Бухарестского университета.
В 1996 году поступил на работу в договорно-правовом департаменте министерства иностранных дел Румынии в качестве референта. С 1998 по 2003 год был советником аппарата министра, заместителем директора договорно-правового департамента, директором аппарата министра, директором договорно-правового департамента, департамента международного права и договоров, генеральным директором главного управления по правовым вопросам.
С 2003 по 2004 год был заместителем государственного секретаря министерства — представителем правительства в Европейском суде по правам человека, а с 2004 по 2005 год — государственным секретарём по европейским делам.
С сентября 2004 год Ауреску представлял Румынию в Международном суде, координировал на протяжении всего процесса деятельность группы, представлявшей Румынию в деле о размежевании морской границы в Чёрном море между Румынией и Украиной. Решение по делу принято 3 февраля 2009 года. В период с 2010 по 2011 год был главой румынской делегации на переговорах по соглашению о противоракетной обороне и совместной декларации о стратегическом партнёрстве для XXI века между Румынией и США, подписанных 13 сентября 2011 года в Вашингтоне.
Являлся членом Постоянной палаты третейского суда, заместителем члена Европейской Комиссии за демократию через право (Венецианской комиссии), заместителем представителя Румынии в Дунайской комиссии и арбитром, назначенным Румынией в соответствии со статьей 2 Приложения VII к Конвенции ООН по морскому праву.
Был профессором кафедры публичного права юридического факультета Бухарестского университета. Преподавал там с 1998 года, в 2002—2004 годах — ассистент, в 2004—2012 годах — преподаватель.
4 февраля 2009 года назначен государственным секретарём по стратегическим вопросам в министерстве иностранных дел Румынии. С августа 2010 года по февраль 2012 года был государственным секретарём по европейским делам, а также координировал деятельность управления политики безопасности. С марта по июнь 2012 года был государственным секретарём по международным делам. С июня 2012 года по 24 ноября 2014 года был государственным секретарём по стратегическим вопросам.
24 ноября 2014 года назначен министром иностранных дел Румынии после отставки Титуса Корлэцяна и его преемника Теодора Мелешкану. Занял должность в правительстве под руководством премьер-министра Виктора Понты и сохранил её в следующем правительстве Понты. Правительство ушло в отставку 17 ноября 2015 года на фоне протестов из-за пожара в клубе Colectiv.
4 ноября 2019 года назначен министром иностранных дел Румынии в правительстве под руководством премьер-министра Людовика Орбана. Сохранил пост в следующем втором кабинете Орбана, правительстве под руководством премьер-министра Флорина Кыцу, правительстве под руководством премьер-министра Николае Чукэ. 15 июня 2023 года правительство Чукэ ушло в отставку.
В ноябре 2023 года избран в состав Международного суда ООН.
Свободно владеет английским и французским языками.

## Награды
- Командор ордена Звезды Румынии (13 декабря 2024 года)[10]
- Офицер ордена Звезды Румынии (2013 год)[11]
- Кавалер ордена Звезды Румынии (2009 год)[12]
- Кавалер ордена «За верную службу» (2002 год)[13]
- Кавалер ордена «За дипломатические заслуги» (2007 год)[14]
- Орден князя Ярослава Мудрого III степени (4 сентября 2023 года, Украина) — за весомый личный вклад в укрепление межгосударственного сотрудничества, поддержку государственного суверенитета и территориальной целостности Украины, популяризацию Украинского государства в мире[15]
- Орден Почёта (19 июня 2023 года, Молдавия) — в знак глубокой признательности за вклад, внесённый в укрепление отношений между Республикой Молдова и Румынией и усиление Стратегического партнёрства между обоими государствами, а также за поддержку европейского пути нашей страны и продвижение общих интересов в рамках институтов Европейского Союза[16]
- Командор со звездой ордена Заслуг перед Республикой Польша (2019 год, Польша)[17]
- Командор ордена Заслуг перед Республикой Польша (2009 год, Польша)[18]
- Орден Креста земли Марии 2 класса (15 июня 2021 года, Эстония)[19]
- Золотая Медаль Войска Польского[пол.][20]